# Haut-Intyamon
Haut-Intyamon est une commune suisse du canton de Fribourg, située dans le district de la Gruyère.

## Géographie

### Situation
Haut-Intyamon mesure 6 045 ha. 2,5 % de cette superficie correspond à des surfaces d'habitat ou d'infrastructure, 49,4 % à des surfaces agricoles, 37,9 % à des surfaces boisées et 10,3 % à des surfaces improductives.
Haut-Intyamon comprend les villages d'Albeuve, Lessoc, Montbovon, les Sciernes d'Albeuve et Neirivue. Elle est limitrophe de Châtel-Saint-Denis, Semsales, Gruyères, Bas-Intyamon et Grandvillard, ainsi que de Château-d'Œx, Rossinière, Veytaux, Montreux et Blonay dans le canton de Vaud.
En plus de la localité d'Albeuve, l'ancienne commune comprend également le hameau des Sciernes d'Albeuve.
Montbovon est un petit village de la vallée de l'lntyamon, blotti au pied de la pyramide de Corjon, au nord d’un cirque de montagnes qui lui enlèvent du soleil en hiver et à la sortie du défilé de La Tine. Localisée à l’extrême sud du canton de Fribourg, Montbovon est voisin avec le Pays-d'Enhaut.

### Transports
Neirivue possède une gare desservie par les transports publics fribourgeois avec la ligne Palézieux-Bulle-Montbovon.
La gare de Montbovon est fréquentée par le chemin de fer Montreux Oberland bernois reliant Montreux à Lenk im Simmental, et les transports publics fribourgeois avec la ligne Palézieux-Bulle-Montbovon.
La gare de Lessoc est fréquentée par les transports publics fribourgeois avec la ligne Palézieux-Bulle-Montbovon.

## Toponymies
Albeuve est appelé Arbivouè ou Èrbivouè  en patois fribourgeois.
Lessoc est appelé Lecho  en patois fribourgeois. La première mention de Lessoc est dans la pancarte de Rougemont de 1115 indiquant le don fait par le comte Wilerius, au prieuré de Rougemont, d’une terre appartenant à un serf, Martinus del Suc. Le nom change plusieurs fois : Lessoz en 1231, Les Soz en 1237 et Lessot vers 1352. Il serait également probable que le nom ait une origine préromane.
Montbovon (en patois fribourgeois Monboyon  ), nom modifié plusieurs fois, apparaît au milieu du XIIIe siècle, en 1255, d'après certains documents. Le nom du village subit au cours des siècles de nombreuses transformations, passant tour à tour de Montbovonis à Montisbovonis, Monbovon, Mons Bovum, Mons Bovarium, Mont Bovon, etc. Mais il semble bien que la véritable origine soit Mont de Bovon, c’est-à-dire la montagne d’un propriétaire dénommé Bovon (nom de famille connu dans la Gruyère au XIIe siècle).
Neirivue est appelé Nèrivouè  en patois fribourgeois.

## Histoire
Au Moyen Âge, la localité de Lessoc appartient au comté de Gruyère, sous la bannière et châtellenie de Montsalvens. Au XIIe siècle, les seigneurs de Corbières possédent de nombreux biens sur le territoire de Lessoc. Ils les cèdent en 1278 à Pierre II de Gruyère. Libérés de la mainmorte en 1396, ses habitants ont leur justice particulière, toutefois dépendante du banneret de Gruyères. La présence d’une chapelle située près de l'église actuelle et consacrée à saint Martin est attestée depuis 1365. Le village, qui dépend de la paroisse de Broc jusqu’au XIIe siècle probablement, relève ensuite de la paroisse de Grandvillard dont il veut se détacher dès la fin du XVIe siècle ; la séparation effective n’intervient qu’en 1643 lorsque l’église est construite. Plusieurs carrières étaient exploitées à Lessoc, dont une de tuf. La pierre la plus connue est le « marbre » de Lessoc, un calcaire gris-blanc veiné de vert. Il a beaucoup été utilisé pour la construction dans le village et dans la région. C’est de cette pierre que l’on construisit en 1796 la fontaine octogonale occupant le centre du village.
Albeuve fait partie de la principauté épiscopale de Lausanne jusqu'en 1536, puis du bailliage de Bulle jusqu'en 1798. La totalité du village est détruit dans un incendie en juillet 1876. Parti de la boulangerie vers midi, le feu brûle 41 maisons et l'église avant six heures du soir. Seules deux maisons sont épargnées.

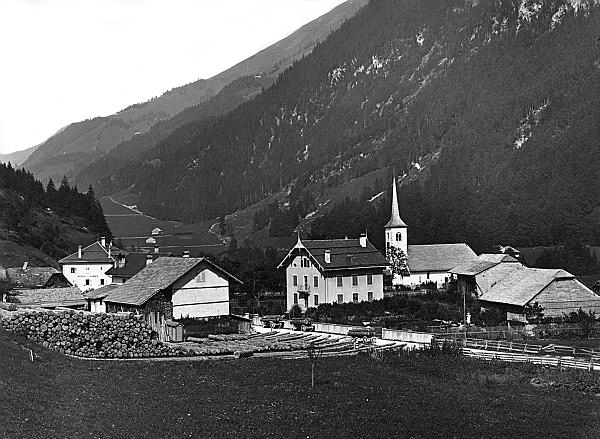
Vue de Montbovon en 1890.

Le territoire communal de Montbovon faisait partie du comté de Gruyère. En 1555. lors du partage du comté, il devient fribourgeois et, en 1798, les bailliages étant abolis, il fait partie du district de la Gruyère. Le premier village de Montbovon groupe ses maisons au-dessus des falaises de la Sarine, sur l'emplacement actuel de la scierie. À la suite d'une épidémie de peste, on brûle une partie des habitations pour éviter la propagation du terrible fléau. Le village est reconstruit à son emplacement actuel. Pendant plusieurs siècles, Montbovon voit passer les caravanes de mulets et de chevaux qui transportent les marchandises entre le Gessenay, le Pays-d'Enhaut et les rives du Léman, en empruntant l’ancien chemin Montbovon – Allières - Col de Jaman - Riviera.
Haut-Intyamon est issue de la fusion effectuée en 2002 entre les communes d'Albeuve, Lessoc, Montbovon et Neirivue, toutes situées dans la vallée de l'Intyamon.

## Démographie

### Évolution de la population
Haut-Intyamon compte 1 664 habitants au 31 décembre 2022 pour une densité de population de 28 hab/km2. Sur la période 2010-2019, sa population a augmenté de 10,2 % (canton : 15,5 % ; Suisse : 9,4 %).  

### Pyramide des âges
En 2020, le taux de personnes de moins de 30 ans s'élève à 32,7 %, au-dessous de la valeur cantonale (35,2 %). Le taux de personnes de plus de 60 ans est quant à lui de 26,7 %, alors qu'il est de 22 % au niveau cantonal.
La même année, la commune compte 817 hommes pour 771 femmes, soit un taux de 51,4 % d'hommes, supérieur à celui du canton (50,1 %).
| Hommes | Classe d’âge | Femmes |
| ------ | ------------ | ------ |
| 0,7    | 90 ans ou +  | 1,4    |
| 7,0    | 75 à 89 ans  | 8,4    |
| 17,9   | 60 à 74 ans  | 18,0   |
| 21,5   | 45 à 59 ans  | 22,4   |
| 19,8   | 30 à 44 ans  | 17,5   |
| 14,0   | 15 à 29 ans  | 14,0   |
| 19,1   | - de 14 ans  | 18,2   |

| Hommes | Classe d’âge | Femmes |
| ------ | ------------ | ------ |
| 0,4    | 90 ans ou +  | 1,0    |
| 5,9    | 75 à 89 ans  | 7,4    |
| 14,5   | 60 à 74 ans  | 14,8   |
| 22,2   | 45 à 59 ans  | 21,9   |
| 21,0   | 30 à 44 ans  | 20,6   |
| 19,1   | 15 à 29 ans  | 18,3   |
| 17,0   | - de 14 ans  | 16,0   |

## Culture et patrimoine

### Patrimoine bâti

#### Fontaine de Lessoc
La fontaine de la place est couverte d'un extraordinaire bulbe posé sur des piles de pierre. Datant de 1796, elle est le dernier exemple de ce type. Une légende tourne autour de la fontaine et de son toit.

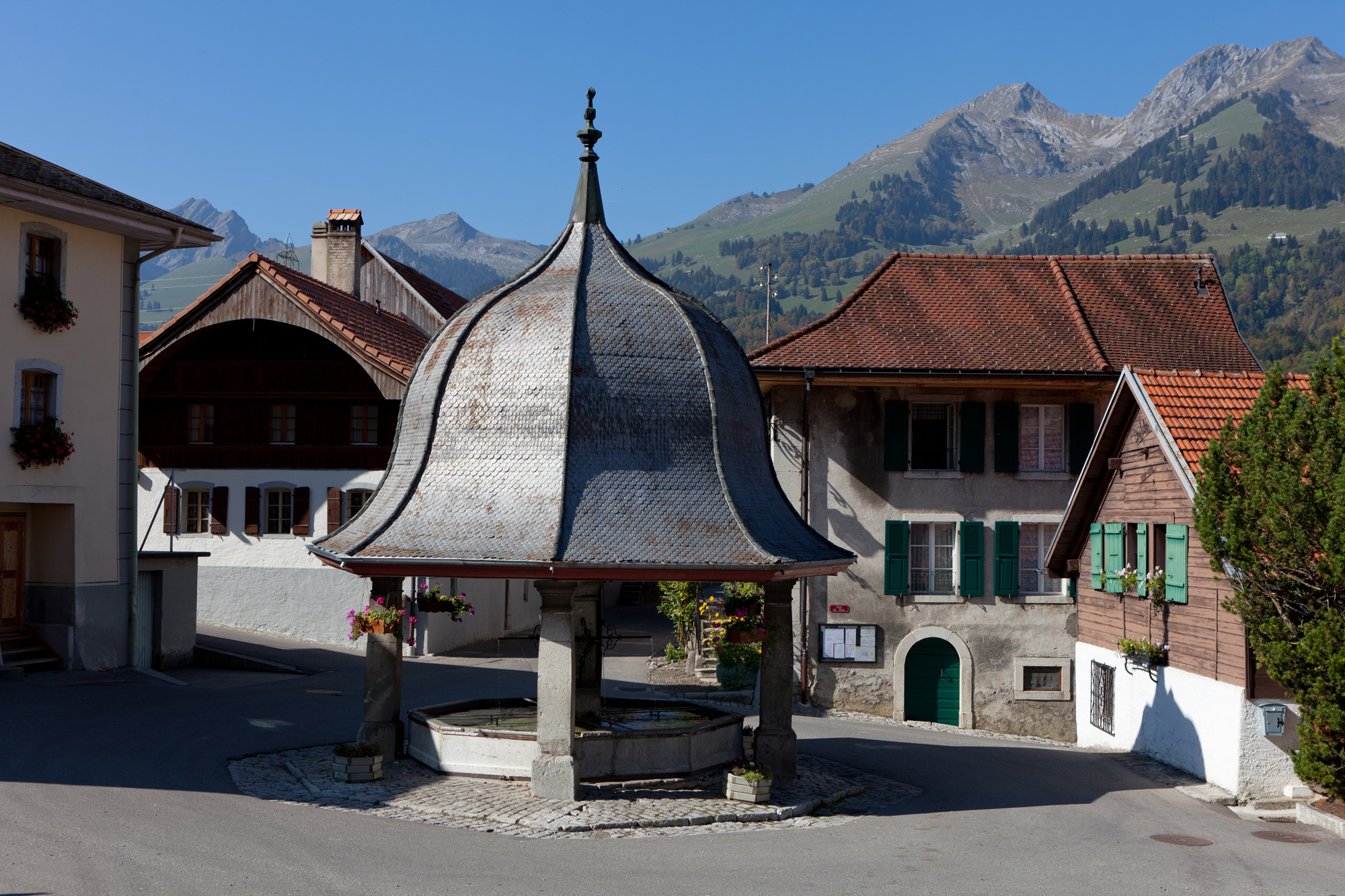
La fontaine de Lessoc.
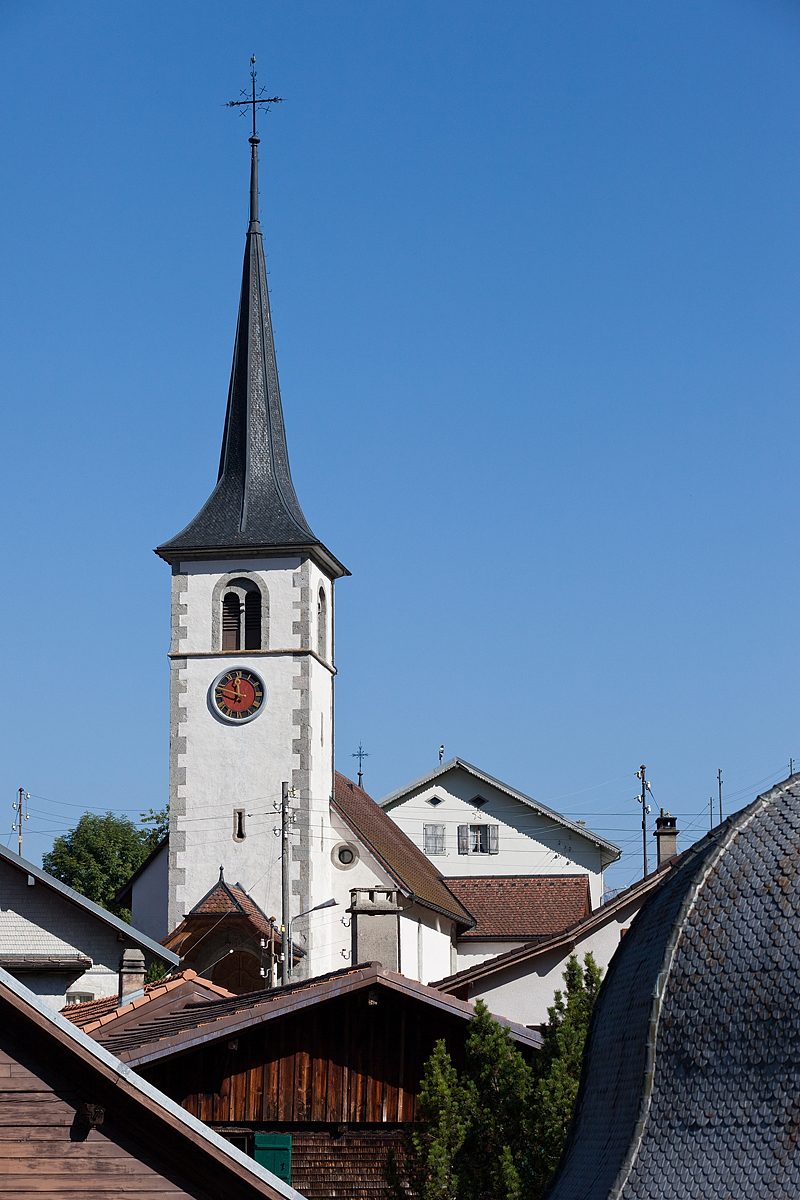
L'église Saint-Martin de Lessoc.

#### Églises de Montbovon
Les habitants de Montbovon sont primitivement rattachés à la paroisse de Broc, puis durant fort longtemps celle d'Albeuve, dont ils se séparent en 1621. Ils construisent 2 églises et 3 chapelles en 5 siècles : en 1515 la première chapelle dédiée à saint Grat, en 1621 la première église, en 1721 la chapelle d'Allières dédiée à Sainte Marie-Madeleine, en 1897 l’église actuelle, et enfin, en 1941, l’oratoire de la Gaulaz, petite chapelle dédiée à Notre Dame de la Paix. En février 1990, la chapelle d’Allières est emportée par une coulée de boue. On entreprend la reconstruction d’un nouvel édifice en 1996.

### Evènements
Chaque année depuis 1979, le village de Neirivue accueille le départ de la course à pied Neirivue-Moléson.